# Bandiera dell'Oblast' di Volgograd
La bandiera dell'Oblast' di Volgograd è il vessillo ufficiale dell'oblast' di Volgograd dal 18 settembre 2000.

## Descrizione
La bandiera è di forma rettangolare, di colore rosso, di proporzioni 2:3. Sul lato sinistro ci sono due strisce blu verticali di uguale larghezza, ognuno è 1/16 della lunghezza totale, separate da una strisce rossa di uguale larghezza (1/16). In mezzo al campo rosso vi è una più grande immagine in bianco e argento della statua La Madre Patria chiama! posta sulla collina di Mamaev Kurgan a Volgograd, capoluogo della Oblast. L'altezza della figura è di tre quarti della larghezza totale della bandiera.

## Simbolismo
I colori sono quelli panslavi, rosso, bianco e blu, comuni nei paesi dell'Europa orientale.
La figura della statua è un riferimento al monumento che commemora la battaglia di Stalingrado, un importante evento storico avvenuto nel oblast.
Le strisce blu simboleggiano i due fiumi che attraversano la regione, il Volga e il Don.